# Gadberry (Kentucky)
Pour les articles homonymes, voir Gadberry.
Gadberry est une zone non incorporée (Unincorporated community) du comté d'Adair dans le Kentucky.